# Keystone B-3
El Keystone B-3A fue un avión bombardero desarrollado para el Cuerpo Aéreo del Ejército de los Estados Unidos a finales de los años 20 del siglo XX.

## Diseño y desarrollo
Fue ordenado originalmente como LB-10A (una modificación de cola simple del Keystone LB-6), pero el Ejército abandonó la designación "LB-" en 1930.
Aunque las prestaciones del B-3A eran apenas mejores que las de los bombarderos que volaron a finales de la Primera Guerra Mundial, se había recorrido un largo camino. En términos de seguridad, era muy superior a sus predecesores más antiguos.

## Historia operacional
El B-3A fue el último biplano operado por el Ejército de los Estados Unidos; se mantuvo en servicio hasta 1940. Unos pocos años después de que se iniciara su fabricación, la introducción de monoplanos totalmente metálicos lo hizo casi completamente obsoleto.

## Variantes
LB-10
El último de los 17 LB-6 ordenados (S/N 29-27) fue convertido con una cola simple y timón rediseñados, y dos motores Wright R-1750E de 525 hp. Entregado en Wright Field el 7 de julio de 1929, se estrelló el 12 de noviembre del mismo año.
LB-10A
Esta versión utilizó motores Pratt & Whitney R-1690-3 Hornet y era ligeramente más pequeño, tanto en envergadura como en fuselaje. Fueron ordenados un total de 63 unidades (S/N 30-281/343).  Todos fueron redesignados como B-3A antes de realizarse las entregas, siendo los 27 finales construidos como B-5A con motores Wright.
B-3A
36 ordenados como LB-10A y entregados como B-3A (S/N 30-281/316). La primera aeronave fue entregada en octubre de 1930.
B-5A
Ordenados como B-3A, remotorizados con motores Wright R-1750-3 Cyclone, 27 construidos (S/N 30-317/343).

## Operadores
Estados Unidos
- Cuerpo Aéreo del Ejército de los Estados Unidos
  - 2d Bombardment Group, Langley Field, Virginia.
    - 20th Bomb Squadron: operó B-3A y B-5A en 1931-1932.
    - 49th Bomb Squadron: operó B-3A y B-5A en 1931-1932.
    - 96th Bomb Squadron: operó B-3A and B-5A en 1931-1932.

  - 4th Composite Group, Nichols Field, Luzón, Filipinas.
    - 28th Bomb Squadron: operó B-3A en 1932-1937.
    - 2nd Observation Squadron: operó B-3A en 1938-1940.[2]

  - 5th Composite Group, Luke Field, Territorio de Hawái.
    - 23d Bomb Squadron: operó B-5A en 1932-1937.
    - 72d Bomb Squadron: operó B-5A en 1932-1936.

  - 6th Composite Group, France Field, Zona del Canal de Panamá.
    - 25th Bomb Squadron: operó B-3A en 1932-1936.

  - 7th Bombardment Group, March Field, California.
    - 9th Bomb Squadron: operó B-3A en 1931-1934.
    - 11th Bomb Squadron: operó B-3A en 1931-1934.
    - 31st Bomb Squadron: operó B-3A en 1931-1934.

  - 19th Bombardment Group, Rockwell Field, California.
    - 30th Bomb Squadron: operó B-3A en 1932-1936.
    - 32d Bomb Squadron: operó B-3A en 1932-1935.

  - Air Corps Advanced Flying School , Kelly Field, Texas.
    - 42d Bomb Squadron: operó B-3A y B-5A en 1935-1936.

 Filipinas
- Cuerpo Aéreo del Ejército de Filipinas.
  - 10th Bombardment Squadron.

## Especificaciones (B-3A)

### Características generales
- Tripulación: Cinco
- Longitud: 14,9 m (48,9 ft)
- Envergadura: 22,8 m (74,8 ft)
- Altura: 4,8 m (15,7 ft)
- Superficie alar: 106,4 m² (1145,3 ft²)
- Peso vacío: 3495 kg (7703 lb)
- Peso cargado: 5875 kg (12 948,5 lb)
- Planta motriz: 2× motor radial de 9 cilindros refrigerado por aire Pratt & Whitney R-1690-3.
  - Potencia: 392 kW (540 HP; 533 CV) cada uno.

### Rendimiento
- Velocidad máxima operativa (Vno): 183 km/h (114 MPH; 99 kt)
- Velocidad crucero (Vc): 158 km/h (98 MPH; 85 kt)
- Alcance: 1400 km (756 nmi; 870 mi)
- Techo de vuelo: 3870 m (12 697 ft)
- Régimen de ascenso: 2,7 m/s (531 ft/min)
- Carga alar: 55,4 kg/m² (11,4 lb/ft²)
- Potencia/peso: 0,0811 hp/lb (133 W/kg)

### Armamento
- Ametralladoras: 

  - 3x Browning M1919 de 7,62 mm
- Bombas: 

  - 1100 kg (1800 kg en trayectos cortos)

## Aeronaves relacionadas

### Desarrollos relacionados
- Keystone LB-6
- Keystone B-4
- Keystone B-5
- Keystone B-6

### Secuencias de designación
- Secuencia LB-_ (Bombarderos Ligeros del USAAS/USAAC, 1924-1926): ← LB-7 - LB-8 - LB-9 - LB-10 - LB-11 - LB-12 - LB-13 →
- Secuencia B-_ (Bombarderos del USAAC/USAAF/USAF, 1926-1962): B-1 - B-2 - B-3 - B-4 - B-5 - B-6 →